# Naja atra
Naja atra, també coneguda com a "Cobra de la Xina" o "Cobra de Taiwan", és una espècie de serp del gènere Naja, de la família Elapidae.

## Troballa i distribució
La serp va ser descrita per primera vegada pel zoòleg danès Cantor l'any 1842, i es pot trobar als següents països asiàtics: Xina, Laos, Taiwan i el Vietnam.

## Hàbitat i característiques
Es tracta d'una espècie de serp verinosa (posseeix un verí anomenat cobratoxina) i de comportament agressiu, pot arribar a mesurar 2 metres i habita en boscos, zones de matoll, pasturatges i manglars.